# Archeophthora tasmanicum
Archeophthora tasmanicum là một loài bọ cánh cứng trong họ Tenebrionidae. Loài này được Carter miêu tả khoa học đầu tiên năm 1919.